# 藤原滋幹
藤原 滋幹（ふじわら の しげもと）は、平安時代前期の貴族・歌人。藤原北家、大納言・藤原国経の子。官位は従五位上・左近衛少将。

## 経歴
藤原国経の子とされる。『尊卑分脈』には国経の父である藤原長良の子という記載も存在するが、長良は斉衡3年（856年）に没しておりやや年代が合わない。母は在原棟梁の娘で、本院侍従と称した女性である。生年については不明だが、今井源衛は延喜初年（901年）頃と推定している。このとき、国経が70歳前後、在原棟梁の娘は20歳前後だったと推測される。
延長6年（928年）右近衛少将に任ぜられ、承平元年（931年）卒去。最終官位は従五位上左近衛少将であった。

## 人物
『後撰和歌集』に2首の和歌作品が採録されている他、『大和物語』に女性との贈答歌が載せられている。

## 系譜
注記のないものは『尊卑分脈』による。
- 父：藤原国経
- 母：本院侍従[1]（在原棟梁の娘）
- 生母不詳の子女
  - 男子：藤原亮明
  - 男子：藤原正明
  - 男子：藤原忠明
  - 女子：後撰和歌集歌人。「滋幹女」として入集。

## 関連作品
- 谷崎潤一郎『少将滋幹の母』